# Hippotion geryon
Hippotion geryon är en fjärilsart som beskrevs av Jean Baptiste Boisduval 1875. Hippotion geryon ingår i släktet Hippotion och familjen svärmare. Inga underarter finns listade i Catalogue of Life.